# Пітер Грін (арбітр)
Пітер Деніел Грін (англ. Peter Daniel Green, нар. 29 травня 1978, Брисбен, Квінсленд) — австралійський футбольний арбітр, арбітр ФІФА з 2006 року. Визнаний найкращим арбітром сезону австралійської А-Ліги у 2013 і 2014 роках.

## Кар'єра
З 2000 року став обслуговувати матчі Національної футбольної ліги, вищого дивізіону країни на той момент, а з 2005 року став обслуговувати матчі новоствореної А-ліги.
У 2006 році здобув категорію ФІФА і отримав право судити міжнародні матчі і в подальшому обслуговував велику кількість матчів під егідою АФК.
У сезоні 2012/13 обслуговував фінальний матч А-ліги . У наступному розіграші він знову судив фінальний матч. І після обох турнірів визнавався найкращим арбітром чемпіонату.
4 квітня 2017 року Пітер Грін став відеопомічником арбітра у матчі А-Ліги, першої футбольної ліги у світі, яка реалізувала цю технологію технології.
Був одним з арбітрів Кубка Азії 2019 року.